# Tell Mar Elias

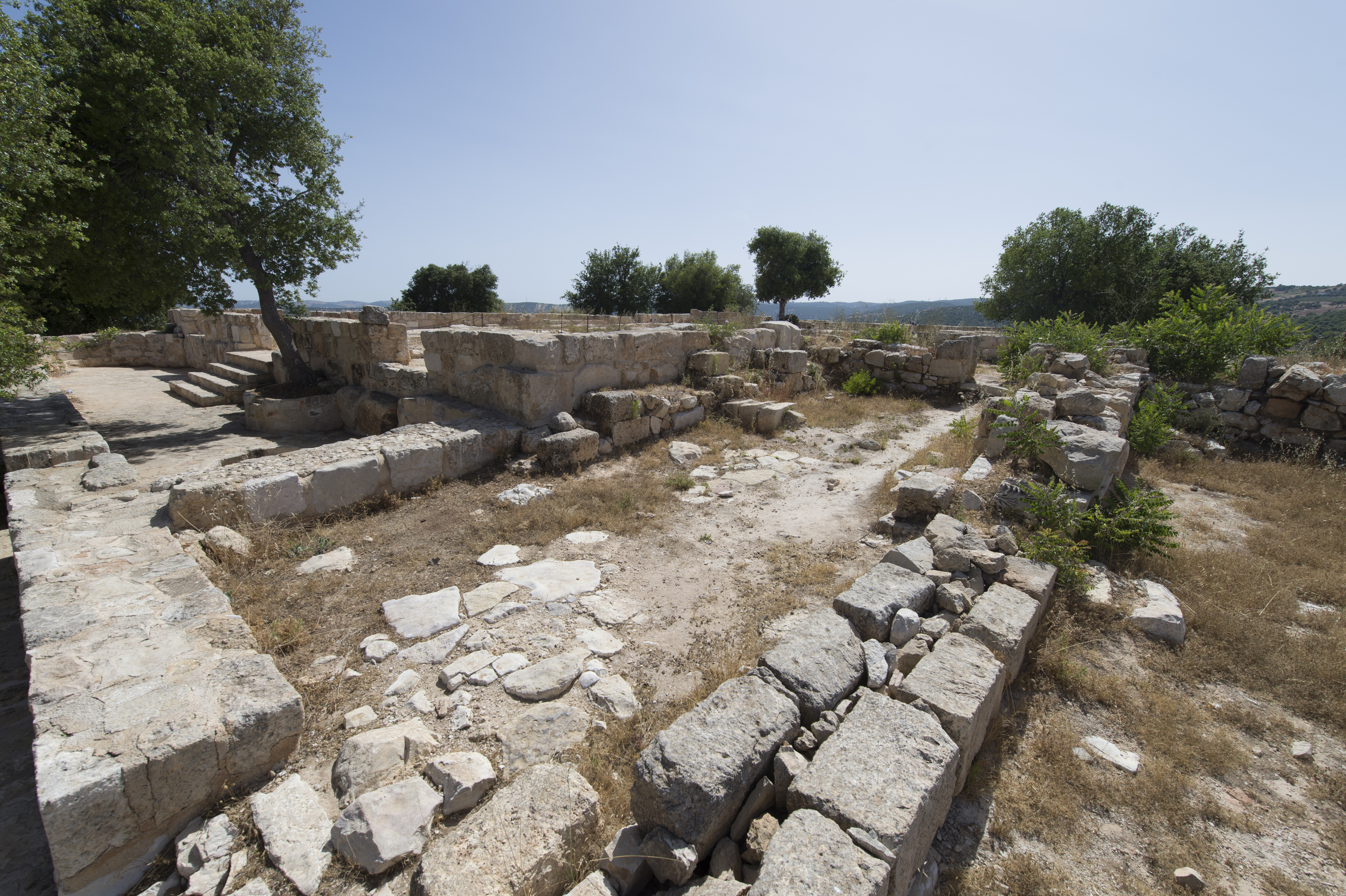
Tell Mar Elias

Tell Mar Elias (překlad Návrší proroka Elijáše) je archeologické naleziště spojené s muzeem pod širým nebem. Nachází se v severozápadním Jordánsku, 11 km od města Adžlún (Ajloun), 50 km od hlavního města Ammánu, 37 km od syrských hranic v historické oblasti nazývané Gilead nebo Gileadské hory, což je místo známé z Bible. 

## Místo narození proroka Elijáše

Mar Elias, pohled na pozůstatky Listibu – místa Eliášova narození

V lokalitě jsou viditelné pozůstatky raně křesťanských kostelů, které jsou dávány do vztahu s místem narození proroka Elijáše. Ten měl ve Starém zákoně v 1. knize královské přídomek Tishbitský, což bývá interpretováno tak, že se narodil nebo žil ve městě zvaném hebrejsky Tishbe. Což má odpovídat městu Listib neboť v arabštině se jedná o El- Ishtib nebo El-Istib. A pozůstatky historického města Listib se nacházejí na protějším nižším kopci, kam se lokalizuje právě místo narození proroka Eliáše. Ten je důležitou náboženskou postavou v celém regionu Blízkého východu, neb je symbolem sdílené víry všech tří monoteistických náboženství v oblasti – křesťanství, islámu i judaismu.

## Pozůstatky staveb

Mar Elias, pozůstatky kostela, pohled na lokalitu v r. 2018

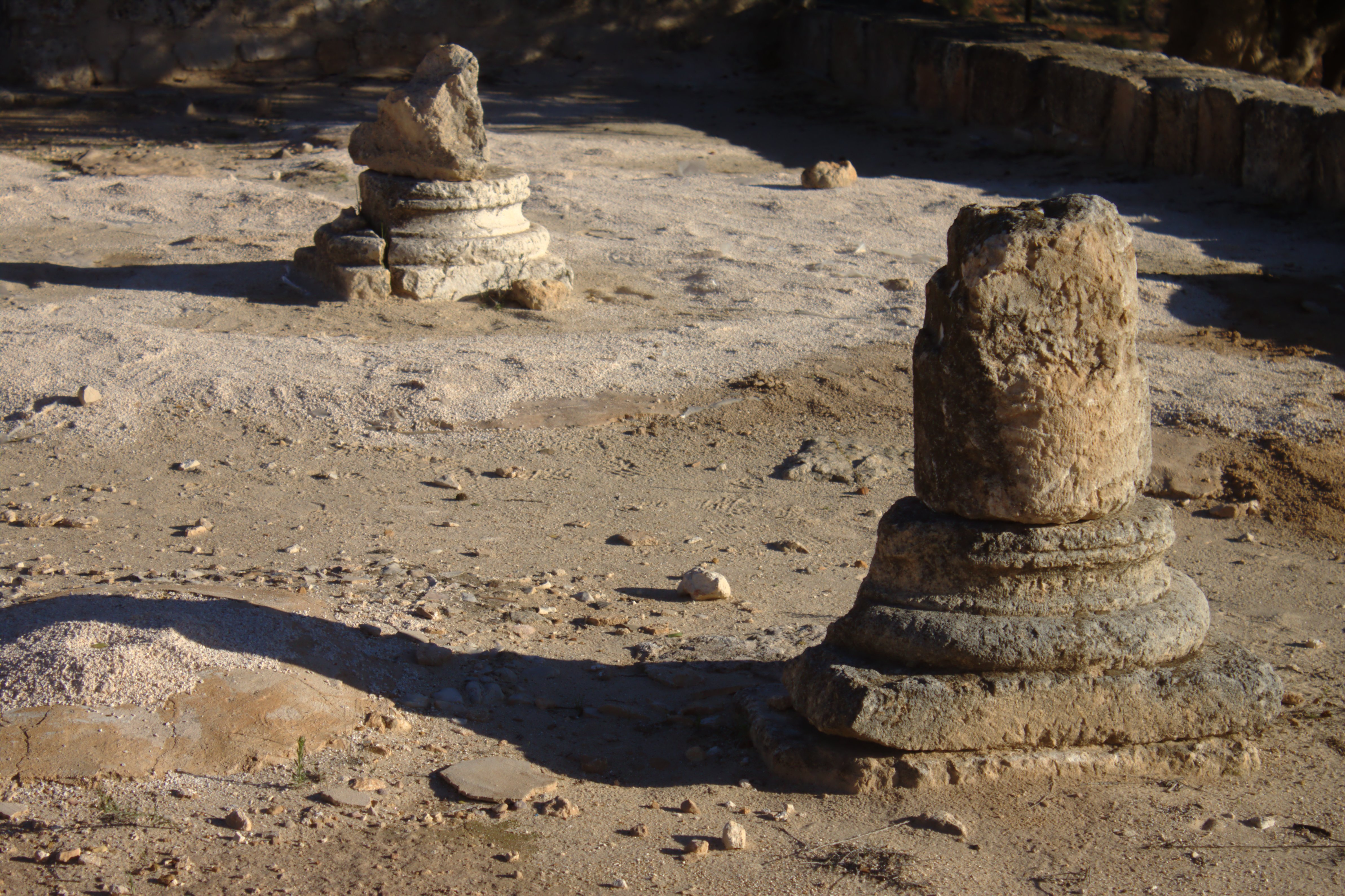
Mar Elias, torza pilířů

Dva raně křesťanské kostely byly postaveny na návrší Tel Mar Elias právě kvůli blízkosti města Tishbe a jeho významu pro křesťanství coby místa Elijášova narození. Menší kostel byl vybudován ve 4.–5. století. Větší kostel byl vystavěn v 6. století a je řazen mezi největší raně křesťanské byzantské chrámy v Jordánsku, má dochované torzo zřejmě trojlodní lodi o velikosti cca 33 m × 32 m. V současnosti jsou zachovány ještě torza základů apsidy, sakristie, dochovaly se i byzantské mozaiky, z nichž jedna byla s popisem zmiňujícím proroka Elijáše. V západní části lodi ve sníženém místě je pozůstatek studny. Jsou vztyčena i malá torza pilířů.

## Poutní místo
Tell Mar Elias je jedním ze dvou nejdůležitějších poutních míst v severozápadním Jordánsku. Každoročně se sem konají poutě 21. července. Druhým důležitým poutním místem zejména pro katolickou církev v Jordánsku je cca 7 km vzdušnou čarou vzdálená jeskyně v dnešním městě Andžara, kde se podle Bible zastavil Ježíš s Pannou Marií, aby si odpočinuli. Pouť probíhá 16. června a má ekumenický charakter.

## Zajímavosti:

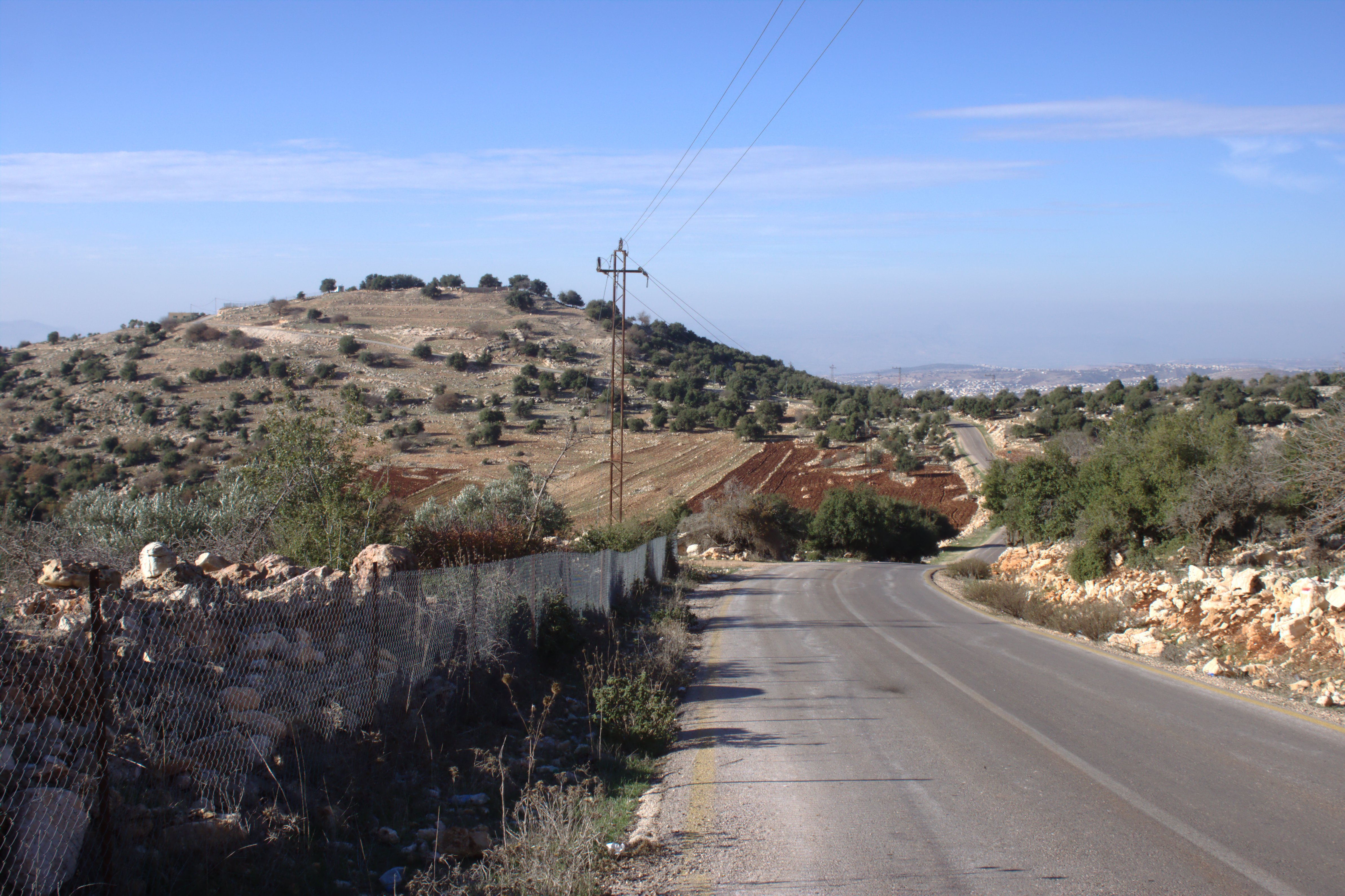
Cesta na Tell Mar Elias

- Z Ajlounu vede na Tell Mar Elias turistická trasa i pohodlně schůdná silnice.
- Areál je vybaven parkovištěm, je zde zřízeno návštěvní centrum.
- Na větvích dubů okolo pozůstatků staveb jsou rozvěšené cáry oblečení křesťanských a muslimských poutníků proklamující respekt k proroku Elijášovi. „Respekt pro spirituální odkaz Nebhī-Ilyâs“, jak je nazýván prorok Elijáš v Koránu, „je odkázán v dubových stromech“ nad ruinami zdejších byzantských (raně křesťanských) kostelů.
- Některé zdroje uvádějí v této lokalitě i pozůstatky kláštera, mohlo však dojít k záměně s Jabal Mar Elias – někdy rovněž uváděném jako Tell Mar Elias severně od Mrtvého moře – odkud byl Elijáš dle Bible vzat na nebesa. Ten se nachází v  tzv. zajordánské Betánii poblíž místa, kde měl být pokřtěn Ježíš.